# Wimbledon 1976
De 90e editie van het Britse grandslamtoernooi, Wimbledon 1976, werd gehouden van maandag 21 juni tot en met zaterdag 3 juli 1976. Voor de vrouwen was het de 83e editie van het graskampioenschap. Het toernooi werd gespeeld bij de All England Lawn Tennis and Croquet Club in de wijk Wimbledon van de Britse hoofdstad Londen.
Op de enige zondag tijdens het toernooi (Middle Sunday) werd traditioneel niet gespeeld.
Het toernooi van 1976 trok 313.446 toeschouwers.

## Belangrijkste uitslagen
Mannenenkelspel

Finale: Björn Borg (Zweden) won van Ilie Năstase (Roemenië) met 6-4, 6-2, 9-7
Vrouwenenkelspel

Finale: Chris Evert (Verenigde Staten) won van Evonne Cawley (Australië) met 6-3, 4-6, 8-6
Mannendubbelspel

Finale: Brian Gottfried (Verenigde Staten) en Raúl Ramírez (Mexico) wonnen van Ross Case (Australië) en Geoff Masters (Australië) met 3-6, 6-3, 8-6, 2-6, 7-5
Vrouwendubbelspel

Finale: Chris Evert (Verenigde Staten) en Martina Navrátilová (Tsjecho-Slowakije) wonnen van Billie Jean King (Verenigde Staten) en Betty Stöve (Nederland) met 6-1, 3-6, 7-5
Gemengd dubbelspel

Finale: Françoise Dürr (Frankrijk) en Tony Roche (Australië) wonnen van Rosie Casals (Verenigde Staten) en Dick Stockton (Verenigde Staten) met 6-3, 2-6, 7-5
Meisjesenkelspel

Finale: Natasha Chmyreva (Sovjet-Unie) won van Marise Kruger (Zuid-Afrika) met 6-3, 2-6, 6-1
Jongensenkelspel

Finale: Heinz Günthardt (Zwitserland) won van Peter Elter (Duitsland) met 6-4, 7-5
Dubbelspel bij de junioren werd voor het eerst in 1982 gespeeld.

## Toeschouwersaantallen en bezoekerscapaciteit
|           |        | Eerste week |         | Tweede week |
| --------- | ------ | ----------- | ------- | ----------- |
| Maandag   |        | 24.686      |         | 27.265      |
| Dinsdag   | 27.841 | 26.748      |         |             |
| Woensdag  | 36.743 | 21.553      |         |             |
| Donderdag | 33.746 | 20.343      |         |             |
| Vrijdag   | 33.730 | 18.008      |         |             |
| Zaterdag  | 25.808 | 16.975      |         |             |
| Zondag    | –      | –           |         |             |
| Totaal    |        | 313.446     | 313.446 | 313.446     |

| Baan                           | Zitplaatsen                    |                                | Baan                           | Zitplaatsen   |
| ------------------------------ | ------------------------------ | ------------------------------ | ------------------------------ | ------------- |
| Centre Court                   | 10.651                         |                                | Court No. 8                    | –             |
| Court No. 1                    | 5.100                          | Court No. 9                    | –                              |               |
| Court No. 2                    | 1.650                          | Court No. 10                   | –                              |               |
| Court No. 3                    | 800                            | Court No. 11                   | –                              |               |
| Court No. 4                    | –                              | Court No. 12                   | –                              |               |
| Court No. 5                    | –                              | Court No. 13                   | –                              |               |
| Court No. 6                    | 250                            | Court No. 14                   | 1.450                          |               |
| Court No. 7                    | 250                            |                                |                                |               |
| Totaal zitplaatsen             | Totaal zitplaatsen             | Totaal zitplaatsen             | Totaal zitplaatsen             | 20.151        |
|                                |                                |                                |                                |               |
| Bezoekerscapaciteit tennispark | Bezoekerscapaciteit tennispark | Bezoekerscapaciteit tennispark | Bezoekerscapaciteit tennispark | 31.000-32.000 |

1877 · 1878 · 1879 · 1880 · 1881 · 1882 · 1883 · 1884 · 1885 · 1886 · 1887 · 1888 · 1889 · 1890 · 1891 · 1892 · 1893 · 1894 · 1895 · 1896 · 1897 · 1898 · 1899 · 1900 · 1901 · 1902 · 1903 · 1904 · 1905 · 1906 · 1907 · 1908 · 1909 · 1910 · 1911 · 1912 · 1913 · 1914 · 1915–1918 · 1919 · 1920 · 1921 · 1922 · 1923 · 1924 · 1925 · 1926 · 1927 · 1928 · 1929 · 1930 · 1931 · 1932 · 1933 · 1934 · 1935 · 1936 · 1937 · 1938 · 1939 · 1940–1945 · 1946 · 1947 · 1948 · 1949 · 1950 · 1951 · 1952 · 1953 · 1954 · 1955 · 1956 · 1957 · 1958 · 1959 · 1960 · 1961 · 1962 · 1963 · 1964 · 1965 · 1966 · 1967
↓ open tijdperk ↓
1968 (m-v-md-vd-gd) · 1969 (m-v-md-vd-gd) · 1970 (m-v-md-vd-gd) · 1971 (m-v-md-vd-gd) · 1972 (m-v-md-vd-gd) · 1973 (m-v-md-vd-gd) · 1974 (m-v-md-vd-gd) · 1975 (m-v-md-vd-gd) · 1976 (m-v-md-vd-gd) · 1977 (m-v-md-vd-gd) · 1978 (m-v-md-vd-gd) · 1979 (m-v-md-vd-gd) · 1980 (m-v-md-vd-gd) · 1981 (m-v-md-vd-gd) · 1982 (m-v-md-vd-gd) · 1983 (m-v-md-vd-gd) · 1984 (m-v-md-vd-gd) · 1985 (m-v-md-vd-gd) · 1986 (m-v-md-vd-gd) · 1987 (m-v-md-vd-gd) · 1988 (m-v-md-vd-gd) · 1989 (m-v-md-vd-gd) · 1990 (m-v-md-vd-gd) · 1991 (m-v-md-vd-gd) · 1992 (m-v-md-vd-gd) · 1993 (m-v-md-vd-gd) · 1994 (m-v-md-vd-gd) · 1995 (m-v-md-vd-gd) · 1996 (m-v-md-vd-gd) · 1997 (m-v-md-vd-gd) · 1998 (m-v-md-vd-gd) · 1999 (m-v-md-vd-gd) · 2000 (m-v-md-vd-gd) · 2001 (m-v-md-vd-gd) · 2002 (m-v-md-vd-gd) · 2003 (m-v-md-vd-gd) · 2004 (m-v-md-vd-gd) · 2005 (m-v-md-vd-gd) · 2006 (m-v-md-vd-gd) · 2007 (m-v-md-vd-gd) · 2008 (m-v-md-vd-gd) · 2009 (m-v-md-vd-gd) · 2010 (m-v-md-vd-gd) · 2011 (m-v-md-vd-gd) · 2012 (m-v-md-vd-gd) · 2013 (m-v-md-vd-gd) · 2014 (m-v-md-vd-gd) · 2015 (m-v-md-vd-gd) · 2016 (m-v-md-vd-gd) · 2017 (m-v-md-vd-gd) · 2018 (m-v-md-vd-gd) · 2019 (m-v-md-vd-gd) · 2020 · 2021 (m-v-md-vd-gd) · 2022 (m-v-md-vd-gd) · 2023 (m-v-md-vd-gd) · 2024 (m-v-md-vd-gd)
Lijst van Wimbledonwinnaars · Toernooien per editie